# Бабба Хо-Теп
Бабба Хо-Теп (англ. Bubba Ho-Tep) — американський комедійний фільм жахів 2002 року режисера Дона Коскареллі.

## Сюжет
Одного разу Елвіс Преслі вирішив піти на покій і знайшовши собі двійника усклав з ним контракт, за яким він міг повернутися в будь-який час. Однак по дурній випадковості його копія цього договору згоріла і йому не залишалося нічого іншого, як почати вести життя свого колишнього імітатора. В результаті нещасного випадку він попав в один з притулків штату Техас, де пробув в комі цілі 20 років. Прокинувшись вже немічним дідом він, розуміючи, що роки безповоротньо пішли, вирішує мирно піти на спокій. Однак і тут спокій йому тільки сниться. Знайомство, з нібито ще живим президентом Джоном Кеннеді, якому повсюдно ввижаються нові змови з метою його повторного вбивства, серія таємничих смертей, що порушила розмірений хід життя притулку — все це знову відроджує утомленого і всіма забутого Елвіса Аарона Преслі до життя і боротьби.

## У ролях
- Брюс Кемпбелл — Елвіс Преслі / Себастьян Хафф
- Оссі Девіс — Джек
- Елла Джойс — медсестра
- Хейді Марноут — Каллі
- Боб Айві — Бабба Хо-Теп
- Едіт Джеффресон — літня жінка
- Ларрі Пеннелл — Кімосейб
- Реджі Бенністер — адміністратор будинку відпочинку
- Деніел Робак — водій катафалку
- Деніел Швайгер — водій катафалку
- Харрісон Янг — співмешканець Елвіса
- Лінда Фламмер — медсестра
- Кін Окада — медсестри
- Соланж Моранд — жінка на апараті штучного дихання
- Карен Плаценція — Baby
- Брюс Ревітц — диктор ТБ
- Джозеф Прімеро — прибиральник
- Чак Вільямс — Elvis' Boy
- Тімоті Е. Гудвін — Elvis' Boy
- Джеймс Малі — Elvis' Boy
- Блейн Тайлер — Elvis' Boy
- Стів Кессел — група Себастьяна, барабанщік
- Деймон Карруеско — група Себастьяна, гітараист
- Лаєф Фредерік  — група Себастьяна, басист
- Денні Кроссен — група Себастьяна, клавішник
- Гігі Фаст Елк Портер — дівчина у трейлері
- Емілі Вендел — дівчина у трейлері
- Навід Махбубайн — єгиптянин охоронець
- Омід Наімі — єгиптянин охоронець
- Джозеф С. Боулдер — людина у столовій
- Вірджинія Браун — людина у столовій
- Селія Гілл — людина у столовій
- Харві Фламмер — людина у столовій
- Сільвія Фламмер — людина у столовій
- Рут Хансен — людина у столовій
- Мері Роуз Вейкен — людина у столовій
- Наташа Кертц — фотомодель
- Ейвері Тейлор — фотомодель
- Надя Анджеліні — фотомодель
- Габі Феррер — фанатка на концерті (в титрах не вказана)
- Реджіна Поуп — Extra (в титрах не вказана)
- Андре Соглюццо — розповідач (в титрах не вказаний)